# L'après-midi d'un faune

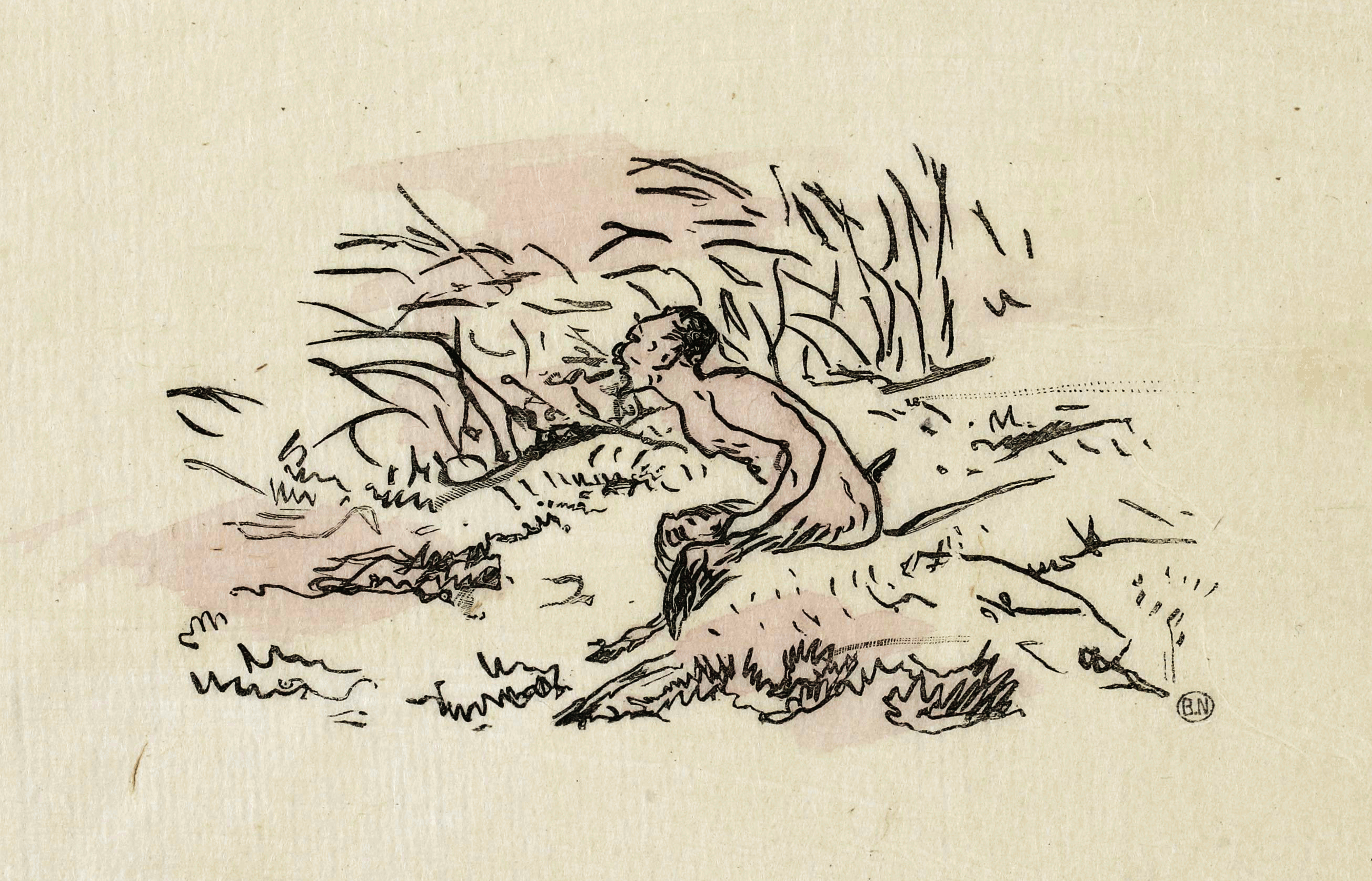
Frontispício de L'après-midi dún faune, por Édouard Manet.

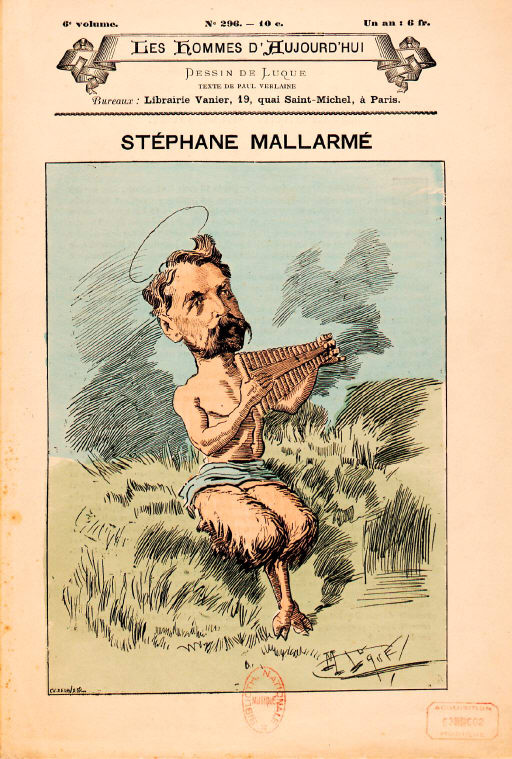
Stéphane Mallarmé como um fauno, na revista literária Les hommes d'aujourd'hui, 1887.

L'après-midi d'un faune (O entardecer de um fauno, ou, como prefere Dante Milano, a sesta de um fauno) é um poema do autor francês Stéphane Mallarmé (a que classificou de écloga), mais conhecido por ser um marco na história do simbolismo na literatura francesa. Paul Valéry considerou-o como o maior poema da literatura da França.
Versões iniciais do poema foram escritas entre 1865 (a primeira menção ao poema é feita numa carta escrita por Mellarmé para Henri Cazalis em junho de 1865) e 1867, e o texto final foi publicado em 1876. Descreve ali as experiências sensuais de um fauno que acaba justamente de acordar após a sesta e discorre sobre seus encontros com várias ninfas durante a manhã, como num monólogo onírico.
O poema de Mallarmé serviu de inspiração para a composição do poema sinfônico Prélude à l'après-midi d'un faune, de Claude Debussy e daí para o balé L'après-midi d'un faune de Vaslav Nijinsky; estes dois trabalhos foram de grande significado para o desenvolvimento do modernismo nas artes.

## O Poema (excertos)
Toda poesia sofre bastante com a tradução; este poema apresenta especial dificuldade, em parte porque muitas palavras e frases estão cheias de lirismo que perdem sua precisão. A tradução abaixo foi feita pelo professor José Lourenço de Oliveira, em 1959 e "achada ruim", pelo mesmo.
"Estas ninfas quero eu perpetuar.
Tão puro, o seu claro rubor,
que volteia no duro ar
pesando a sopor.
Foi um sonho o que amei?
Massa de velha noite, essa dúvida sei,
muito ramo subtil estendendo,
provava meu engano infeliz, 
que enganado tomava por triunfo,
afinal um pecado de rosas.
Reflitamos.
(…)
Frauta maligna, órgão de fugas, sem ledice,
vai, fístula, florir no lago e ali me aguarda.
Eu, cheio de rumor altivo, já me tarda
falar de deusas; por idólatras pinturas,
de suas sombras irei tomar-lhes as cinturas.
Assim, quando ao racimo extraio-lhe a substância /sorvo
e contra a mágoa apuro a minha vigilância,
e rindo soergo no ar o já vazio cacho e, 
na pele de luz assoprando, 
eu me acho, -ébrio- ,capaz de
então a tarde toda o olhar."